# Guyencourt-Saulcourt
Guyencourt-Saulcourt é uma comuna francesa na região administrativa de Altos da França, no departamento de Somme. Estende-se por uma área de 5 km². Em 2010 a comuna tinha 143 habitantes (densidade: 28,6 hab./km²).